# O Minuto Mágico
O Minuto Mágico é uma peça teatral em dois atos escrita por Miguel M. Abrahão em 1981 e publicada, pela primeira vez, em 2009 no Brasil.

## Sinopse
O Minuto Mágicoconta a história de Etelvina, mulher pobre, - e, ao contrário dos clichês constantes em dramaturgia, desonesta! - que busca num casamento sem amor a segurança material necessária a fim de poder pôr em prática um plano que a deixará rica e permitirá que realize o seu maior sonho: viajar pelas Zoropas! Abusando dos receios e crenças esotéricas, a personagem central da obra explora financeiramente os crentes em uma trama bem urdida, com momentos hilários e coadjuvantes fascinantes.

## Ligação Externa
- Enciclopédia do Teatro